# 난징 전범 재판소
난징 전범 재판소는 1946년 장제스 정부가 중일 전쟁 중 저지른 범죄로 기소된 일본 제국 육군 장교들을 재판하기 위해 설립되었다. 이는 국민당 정부가 설립한 10개의 재판소 중 하나였다.
피고인에는 다니 히사오 중장, 이소가이 렌스케 장군, 중대장 다나카 군키치, 100인 참수 경쟁으로 유명한 무카이 도시아키 중위, 노다 츠요시 등이 포함됐다.
오카무라 야스지 장군은 1948년 7월 재판소에서 전쟁범죄로 유죄판결을 받았으나 국민당 지도자 장개석의 개인 명령에 의해 즉시 보호를 받았고 장제스는 그를 중국국민당의 군사 고문으로 유지했다.

## 같이 보기
- 아이리스 장
- 난징 대학살
- 극동국제군사재판
- 뉘른베르크 국제군사재판